# 横浜運輸区
横浜運輸区（よこはまうんゆく）は、神奈川県横浜市磯子区にかつて存在した東日本旅客鉄道（JR東日本）横浜支社の運転士と車掌が所属する組織である。
2016年3月26日に京浜東北・横浜線乗務員基地再編成に伴い、旧蒲田電車区・旧蒲田車掌区・旧東神奈川電車区・旧東神奈川車掌区の京浜東北・根岸線行路の一部を継承し、磯子駅構内に開設した。
2024年9月30日限りで廃止し、現在は桜木町統括センター乗務ユニット。

## 乗務範囲

### 運転士・車掌
- 京浜東北・根岸線（大宮駅〜大船駅間）